# Il contino
Il contino és un dibuix (aquarel·la sobre paper) de 56,3 × 39 cm realitzat per Marià Fortuny i Marsal a Roma el 1861, el qual es troba al Museu Nacional d'Art de Catalunya.

## Context històric i artístic
Tot i tractar-se d'un treball de pensionat, l'aquarel·la Il contino (feta després del seu primer viatge per terres marroquines) constitueix una de les produccions més virtuoses i emblemàtiques de la primera època d'activitat romana de Fortuny, ciutat a la qual s'havia traslladat l'any 1858, després d'haver estat becat per la Diputació Provincial de Barcelona, amb la finalitat que hi completés la seua formació artística. L'obra reflecteix una de les primeres aproximacions de Fortuny a la temàtica del gènere i inclou (amb motiu de la font situada al segon terme de la composició i localitzada en els jardins de la Villa Borghese) una referència a la cultura clàssica de la qual es nodreix el pintor en aquesta etapa formativa.
Fou una aportació de la Diputació de Barcelona l'any 1906.

## Descripció
El model posa amb un aire d'elegància afectada i distant, emfasitzant amb el seu gest altiu un cert orgull de nissaga que reforça una indumentària del segle xviii formada pel tern tradicional -casaca, armilla i camisa-, acompanyada del preceptiu espasí i la perruca empolvorada.
Les inequívoques facultats tècniques de Fortuny s'aprecien en la subtilesa amb la qual és capaç de recrear l'efecte de transparència cristal·lina de l'aigua que brolla de la boca d'un dels mascarons de la font, el contingut del qual es precipita fins al fons d'un petit estany.
Després de la mort del pintor, alguns autors van identificar l'aquarel·la amb el nou títol de Passeig pel jardí.